# Pyramid Song
"Pyramid Song" fou primer senzill extret de l'àlbum Amnesiac del grup Radiohead, tres anys després del darrer senzill llançat, ja que de l'àlbum anterior (Kid A) no se'n va publicar cap.
Fou llançat a tot el món excepte als Estats Units, on inicialment es va extreure "I Might Be Wrong". El grup va considerar que era una de les millors cançons que havien compost mai esdevenint el punt més àlgid de la seva carrera. Tanmateix, comercial no va tenir tant ressò com èxits anteriors i tampoc va tenir molt recorregut per les emissores de ràdio.

## Informació
La cançó està construïda sobre una base de piano i orquestració de corda realitzats pel membre del grup Jonny Greenwood. El clímax de la cançó s'introdueix amb components rítmics influenciats pel jazz realitzats per Phil Selway i sons que simulen cants de sirena realitzats mitjançant Ones Martenot. Les lletres i l'atmosfera generada són força críptiques però es considera que tracten sobre la mort amb referències a l'imaginari de Dante, especialment en la seva obra La Divina Comèdia, com per exemple l'infern, el purgatori i el cel. Yorke també va mencionar els llibres Bardo Thodol, Llibre dels Morts i Siddhartha de Hermann Hesse com a font d'inspiració. Yorke va assenyalar que també estava fortament influenciada per "Freedom" de Charles Mingus. Degut a la tornada de les lletres, en moltes ocasions se la va conèixer com a "Egyptian Song" i "Nothing to Fear".
La cançó es va enregistrar en les sessions de gravació de l'àlbum Kid A, però com que van enregistrar massa cançons, moltes no van ser incloses en aquest àlbum i es van guardar per publicar-les posteriorment, ja sigui com a senzills o com EPs. Finalment es va incloure en el nou àlbum Amnesiac.
El seu debut en directe es va produir en el Tibetan Freedom Concert celebrat a Amsterdam l'any 1999, on Yorke la va interpretar sol amb el piano. La versió amb tota la banda al complet va formar part de la gira realitzada durant l'any 2000. Tot i que això fou abans de la publicació de l'àlbum Kid A, "Pyramid Song" fou una de les moltes cançons tocades en directe que finalment no van incloure en aquest treball.
El videoclip fou dirigit per Shynola i està basat en un somni que va tenir Yorke en una ocasió combinant imatges en 3D realitzats per ordinador amb animacions realitzades a mà. Fou el primer videoclip de la banda on no apareixia cap dels seus membres, fins i tot en el de "Paranoid Android" que era tot una animació, apareixien els seus membres caricaturitzats en una escena.

## Llista de cançons
CD1 Regne Unit (CDSFHEIT 45102)
1. "Pyramid Song" – 4:51
2. "The Amazing Sounds of Orgy" – 3:38
3. "Trans-Atlantic Drawl" – 3:02

CD2 Regne Unit (CDFHEIT 45102)
1. "Pyramid Song" – 4:51
2. "Fast-Track" – 3:17
3. "Kinetic" – 4:06

12" Regne Unit (12FHEIT 45102)
1. "Pyramid Song" – 4:51
2. "Fast-Track" – 3:17
3. "The Amazing Sounds of Orgy" – 3:38

CD Europa (7243 8 79357 2 3)
1. "Pyramid Song" – 4:51
2. "The Amazing Sounds of Orgy" – 3:38
3. "Trans-Atlantic Drawl" – 3:02
4. "Kinetic" – 4:06

CD Japó (TOCP-61053)
1. "Pyramid Song" – 4:51
2. "Fast-Track" – 3:19
3. "The Amazing Sounds of Orgy" – 3:38
4. "Trans-Atlantic Drawl" – 3:03
5. "Kinetic" – 4:05